# Акацуки (космический аппарат)
Акацуки (яп. あかつき, «рассвет», «утренняя заря»), официально известный как проект PLANET-C (следующий после проекта PLANET-B) — автоматическая межпланетная станция (АМС) Японского агентства аэрокосмических исследований (JAXA). Предназначался для изучения Венеры. Предполагалось, что на орбите Венеры космический аппарат проведёт не менее 2 лет. Запущен носителем H-IIA 21 мая 2010 года в 06:58 по местному времени (01:58 московского времени) с японского космодрома Танегасима. 7 декабря 2010 года аппарат приблизился к Венере, однако манёвр выхода на орбиту планеты окончился неудачей.
7 сентября 2011 года учёные из JAXA провели испытания двигателей зонда. В результате выяснилось, что их мощность составляет менее 1/8 от плановой. Учёные полагали, что при самом лучшем развитии событий, если удастся привлечь к работе двигатели ориентации, в декабре 2015 года «Акацуки» сможет выйти на долгопериодическую 90-дневную орбиту вокруг Венеры. Попытка вывода зонда «Акацуки» на эллиптическую орбиту вокруг Венеры была назначена на 7 декабря 2015 года. В указанный день аппарат смог удачно выйти на заданную орбиту и начал научную деятельность. На декабрь 2021 года Акацуки продолжал работать, исправно поставляя информацию с орбиты Венеры. Связь с аппаратом была потеряна в апреле 2024 года.

## Конструкция
Полная масса космического аппарата — 517,6 кг, из которых 196,3 кг — топливо и 34 кг — научное оборудование. Основная часть аппарата представляет собой бокс 1,04 × 1,45 × 1,4 м, оснащённый двумя солнечными батареями, площадь каждой из которых составляет 1,4 м2. Солнечные батареи будут вырабатывать около 700 Вт электроэнергии на орбите Венеры. Резервным источником питания является литий-ионный аккумулятор из 11 ячеек суммарной ёмкостью 23 A·ч.
Движение и управление КА обеспечивается двухкомпонентной двигательной установкой, имеющей тягу 500 Н, работающей на топливной паре гидразин — АТ и однокомпонентными двигателями орбитального маневрирования на продуктах разложения гидразина: 8 двигателей по 23 Н и 4 двигателя тягой 3 Н.
Суммарный бюджет миссии составляет 210 миллионов долларов.

## Ход миссии
Изначально запуск планировался 17 мая (18 мая по японскому времени) 2010 года, однако был перенесён и состоялся 21 мая 2010 года в 06:58 по местному времени (01:58 московского времени) с японского космодрома Танегасима. Через 27 минут после запуска космический аппарат отделился от последней ступени носителя.

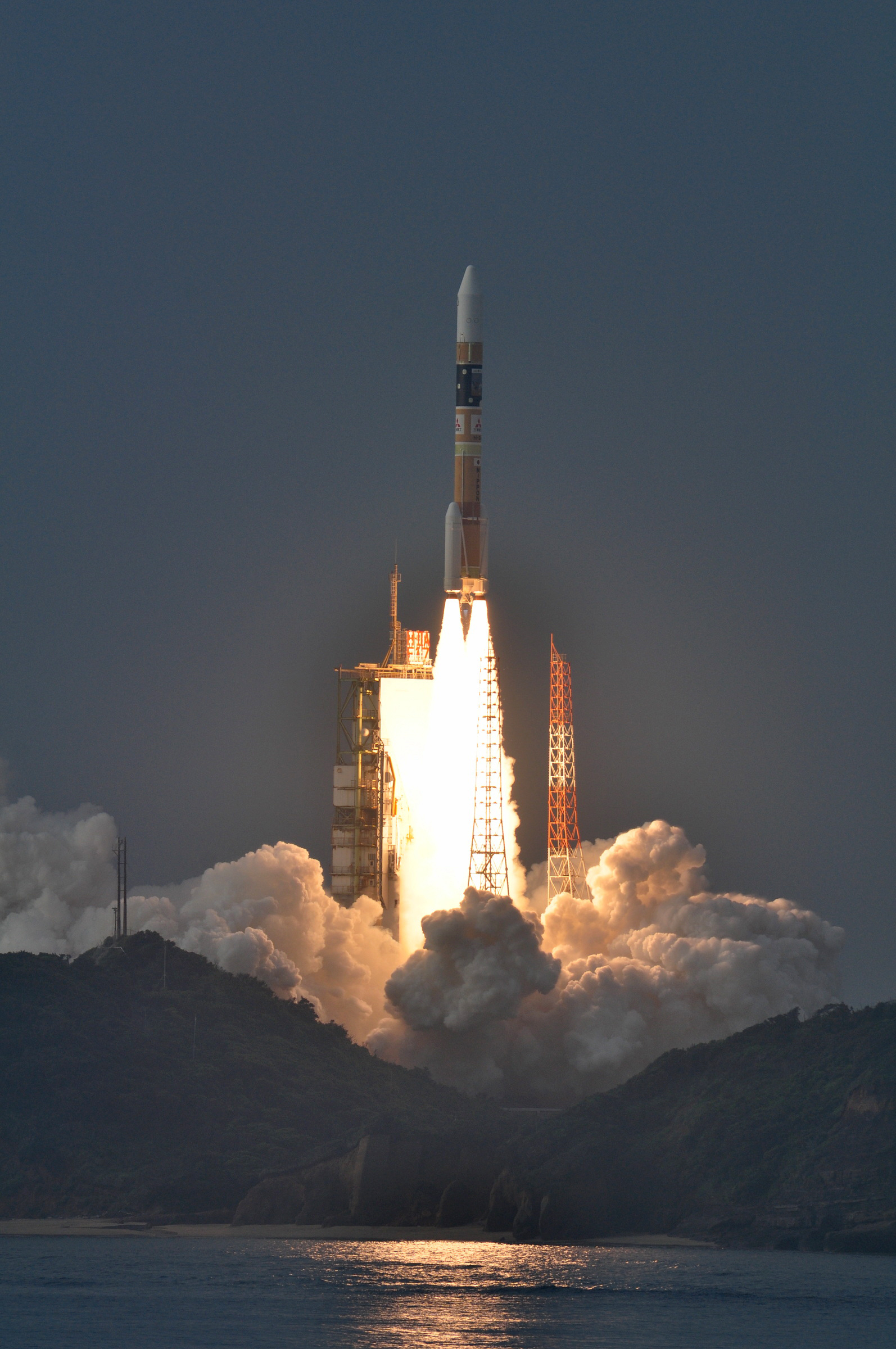
Запуск космического аппарата «Акацуки»

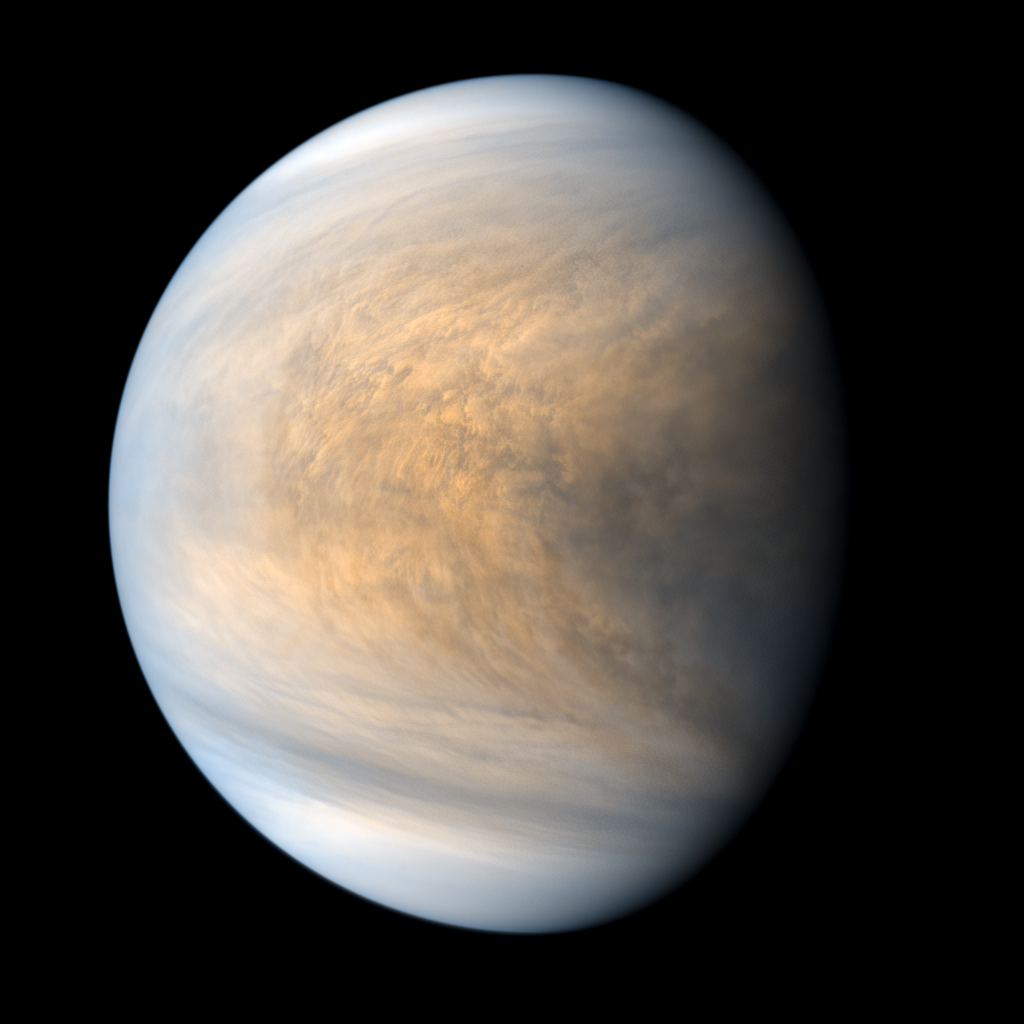
Снимок атмосферы Венеры в условном цвете, ультрафиолетовый спектр (длина волны 365 и 283 нм), 2018 год.

Начало манёвра по выходу на орбиту было запланировано на 23:49:00 6 декабря 2010 UTC. Двигатель должен был проработать порядка 12 минут, затем ожидался переход на орбиту с примерными параметрами 180000—200000 км апоцентр, 550 км перицентр, период четверо земных суток.
Манёвр был начат вовремя, после чего связь с аппаратом пропала на час. Некоторые источники утверждали, что временное пропадание связи планировалось, так как имело причиной тень планеты, но перерыв продлился заметно дольше расчётных 20 минут. После восстановления связи аппарат был обнаружен находящимся в безопасном режиме и стабилизированным вращением 1 оборот за 10 минут. Из-за небольшой скорости в канале связи, использующем ненаправленную антенну, подробности о состоянии аппарата стали доступны не сразу. Основная антенна в тот момент не могла быть использована из-за её возможной неисправности. 8 декабря 2010 года JAXA сообщило, что манёвр выхода на орбиту закончился неудачей.
Японское аэрокосмическое агентство пришло к выводу, что причиной неудачи зонда при попытке выйти на орбиту вокруг Венеры была неисправность клапана в одном из топливопроводов. Это вызвало недостаточное питание двигателя топливом, приведшее к его преждевременной остановке. Агентство проведёт на Земле испытания с целью привести в действие вызвавший проблему клапан и двигатель, используя такое же оборудование, как и на зонде. Рассматривается возможность повторной попытки выхода на орбиту Венеры в ближайшие 6 лет, когда аппарат снова приблизится к планете. Ведутся работы по восстановлению работоспособности основной антенны.
В начале января 2015 года японские специалисты объявили, что следующая (вторая) попытка вывода аппарата на орбиту Венеры состоится в декабре 2015 года. 7 декабря 2015 года аппарат успешно вышел на заданную орбиту благодаря работе четырёх маневровых двигателей, которые были включены на 20 минут. Следующий этап коррекции орбиты зонда Акацуки был намечен на 26 марта 2016 года.
4—8 апреля 2015 года зонд передал на Землю первые снимки Венеры, сделанные в инфракрасном диапазоне, на которых подробно видны плотные облака из серной кислоты и дугообразная структура из облаков, протянувшаяся от одного полюса Венеры до другого.
В декабре 2016 года электроника аппарата, управляющая двумя камерами — IR2 и IR1, стала потреблять повышенный объём электропитания, что сделало невозможным для специалистов центра управления аппаратом использование его научных инструментов. После нескольких недель безуспешных попыток решения проблемы утечки энергии центром управления было принято решение отключить две камеры аппарата. Остальные три камеры работают штатно.
Источником проблемы, по мнению специалистов JAXA, вероятнее всего, является деградация электронных частей компьютерной системы, которая, как оказалось, подверглась чрезмерному воздействию космического излучения.
Миссия аппарата на конец 2021 года продолжалась без помех, дата окончания миссии не назначена.
По состоянию на март 2024 года, полёт аппарата будет продолжаться как минимум до конца 2028 года.
Планируемые исследования включали в себя фотографирование поверхности с помощью инфракрасной камеры, а также эксперименты, которые позволили бы подтвердить наличие молний (то есть электрических разрядов в атмосфере Венеры). Кроме того, планировалось определить наличие или отсутствие вулканической активности на Венере.
30 мая 2024 года JAXA выпустило пресс-релиз, в котором признало что связь с аппаратом была потеряна в апреле.

## Инструменты
Научное оборудование включает в себя ультрафиолетовую камеру, длинноволновую инфракрасную камеру, 1-мкм и 2-мкм камеры, а также камеру-детектор молний и свечения атмосферы.
| Эксперимент                                                                         | Конструктивные особенности | Цель эксперимента |
| ----------------------------------------------------------------------------------- | --- | --- |
| 1μm Camera (IR1) — Ближневолновая инфракрасная камера диапазона 1 мкм               | Камера с фокусным расстоянием в 84,2 мм (f/4) и полем зрения 12°. Детектор с ПЗС-матрицей, имеющей разрешение 1024×1024 пикселей, охлаждаемой до 260 К. Наблюдения в 3 спектральных полосах: 0,90, 0,97 и 1,01 мкм. Масса: 6 кг.             | Наблюдения за нижним слоем облаков и поверхностью планеты. Поиск действующих вулканов. Измерение содержания водяного пара ниже облачного слоя.                                                                                     |
| 2μm Camera (IR2) — Ближневолновая инфракрасная камера диапазона 2 мкм               | Камера с фокусным расстоянием в 84,2 мм (f/4) и полем зрения 12°. Детектор с ПЗС-матрицей, имеющей разрешение 1024×1024 пикселей, охлаждаемой до 65 К. Наблюдения в 5 спектральных полосах: 1,65, 1,735, 2,02, 2,26 и 2,32 мкм. Масса: 9 кг. | Наблюдения циркуляции и распределения окиси углерода в атмосфере на высотах 30—50 км над поверхностью планеты. Измерение размеров частиц образующих облака. Измерение максимальной высоты облаков. Наблюдения зодиакального света. |
| Longwave Infrared Camera (LIR) — Средневолновая ИК-камера                           | Камера с f/1,4, полем зрения 12° и разрешающей способностью в 0,05°. Детектор с неохлаждаемой матрицей микроболометра разрешением 240×240 пикселей. Наблюдение ведётся в диапазоне 8—12 мкм. Масса: 3,7 кг.                                  | Измерение температуры и высоты пика облаков. |
| Ultraviolet Imager (UVI) — Камера ультрафиолетового диапазона                       | Камера с полем зрения в 12°. Датчик с ПЗС-матрицей разрешением в 1024×1024 пикселей. Наблюдения в двух диапазонах длин волн — 283 и 365 нм. Масса: 3,4 кг.                                                                                   | Наблюдения верхних слоёв облаков и тумана. Наблюдения пространственного распределения диоксида серы и пока неустановленного вещества, поглощающего свет в верхних слоях облаков.                                                   |
| Lightning and Airglow Camera (LAC) — Камера молний и свечения атмосферы             | Камера с полем зрения в 16°. Детектор на базе массива лавинных фотодиодов, в виде матрицы 8×8 пикселей. Наблюдения в пяти спектральных полосах 542,5, 545, 557,7, 630 и 777,4 нм. Масса: 1,5 кг.                                             | Наблюдение молний на ночном диске планеты и свечения атмосферы, вызываемого течением в атмосфере химических реакций. |
| Ultra-stable oscillator (USO) — Генератор радиоизлучения для зондирования атмосферы | Радиопередатчик X-диапазона (8,4 ГГц), антенны и ультра-стабильный генератор. Система обработки данных в центре космической связи в Усуде (Нагано).                                                                                          | Измерения вертикального профиля температуры атмосферы, плотности паров серной кислоты и концентрации электронов в ионосфере. Структуры солнечной короны.                                                                           |